# Tom De Sutter
Tom De Sutter (Gent, 3 juli 1985) is een voormalig Belgisch voetballer die doorgaans als aanvaller speelde. Hij debuteerde in 2008 in het Belgisch voetbalelftal. Op 31 augustus 2018 werd zijn contract bij KSC Lokeren in onderling overleg ontbonden. In januari 2019 verbond hij zich tot het einde van het seizoen aan KV Oostende, maar hierna werd geen nieuw contract aangeboden.

## Carrière

### Jeugd
Tom De Sutter sloot zich op 6-jarige leeftijd aan bij het plaatselijke KVV Balegem, de gemeente waar hij ook in de chiro zat.Na enkele jaren ruilde hij Balegem in voor Standaard Wetteren. Op 16-jarige leeftijd werd de stevige spits ontdekt door Club Brugge. De Sutter maakte de overstap naar de jeugdopleiding van blauw-zwart en werd een ploegmaat van onder meer leeftijdsgenoot Nicolas Lombaerts. Het beloftenelftal van Club Brugge werd in die periode regelmatig kampioen, maar De Sutter kreeg geen kans in het eerste elftal.

### Torhout
De balvaste spits verhuisde in 2005 naar derdeklasser KM Torhout. Hij scoorde er 10 doelpunten in zijn eerste jaar en bereikte met de bescheiden club ook de 1/16e finale van de beker. Tijdens de zomer van 2006 speelde Torhout een oefenwedstrijd tegen eersteklasser Cercle Brugge. De Sutter scoorde drie keer en versierde zo een transfer naar Cercle.

### Cercle Brugge
Na een jaar afwezigheid stond De Sutter opnieuw in Brugge. In het team van trainer Harm van Veldhoven kreeg hij regelmatig speelkansen, maar het was pas in het seizoen 2007/08 dat hij volledig ontbolsterde. Onder coach Glen De Boeck werd hij dat seizoen samen met Stijn De Smet een van de uitblinkers van de vereniging. De Sutter schopte het tot de nationale ploeg, was goed voor 10 competitiedoelpunten en eindigde met Cercle op de vierde plaats, net achter topclubs Standard Luik, RSC Anderlecht en Club Brugge. In de uitreiking van de Gouden Schoen strandde De Sutter op de derde plaats. Een zware knieblessure die hij met de nationale beloftenploeg opliep tijdens een interland tegen Duitsland zorgde er wel voor een domper in zijn succesjaar. Toen echter bleek dat de targetspits ook na zijn zware blessure makkelijk bleef scoren, wekte hij de interesse van onder meer West Bromwich en Anderlecht op.

### RSC Anderlecht
De Sutter, die in de heenronde van het seizoen 2008/09 al 7 keer had gescoord, tekende in januari 2009 een contract voor 4,5 jaar bij RSC Anderlecht. Door een blessure van de Argentijnse spits Nicolás Frutos veroverde hij vrijwel meteen een plaats in het elftal van coach Ariël Jacobs. In zijn eerste competitiewedstrijd mocht hij het tegen zijn vorige werkgever opnemen. Cercle won het duel met 1-2. Anderlecht sloot de competitie uiteindelijk af met even veel punten als Standard, waardoor de twee ploegen nog testwedstrijden moesten afwerken. De Sutter stond in beide duels in de basis en zag hoe Anderlecht de titel verloor na een gelijkspel en een nederlaag tegen de Rouches.
Een jaar later kreeg De Sutter er de concurrentie van de 16-jarige Romelu Lukaku bij. De makkelijke scorende tiener kreeg van Jacobs al snel de voorkeur op De Sutter. De Oost-Vlaamse aanvaller was bovendien regelmatig geblesseerd en moest zich tevreden stellen met een rol als invaller. In 2010 veroverde hij met paars-wit zijn eerste landstitel.
Toen Lukaku in 2011 naar Chelsea verkaste, trok Anderlecht de Congolese spits Dieumerci Mbokani aan als zijn vervanger. Ook ditmaal gaf Jacobs de voorkeur aan De Sutters concurrent. De Sutter ergerde zich zichtbaar aan zijn rol als invaller en zijn relatie met trainer Jacobs bereikte een dieptepunt. In december 2011 werd De Sutter gelinkt aan een transfer naar AA Gent. Hij bleef uiteindelijk in Brussel en werd in 2012 opnieuw kampioen met RSC Anderlecht.
Na het behalen van de titel stapte Jacobs op en werd de Nederlander John van den Brom aangesteld als nieuwe coach. Ook na de komst van Van den Brom bleef Mbokani eerste keuze, maar kreeg De Sutter wel meer speelkansen. In het seizoen 2012/13 scoorde hij 12 keer in 31 competitiewedstrijden en veroverde hij zijn derde landstitel met paars-wit. Op 21 november 2012 maakte hij tegen AC Milan ook zijn eerste doelpunt in de UEFA Champions League.

### Club Brugge
Na het vertrek van Carlos Bacca ging Club Brugge in de zomer van 2013 op zoek naar een nieuwe spits. Blauw-Zwart toonde al een tijdje interesse in De Sutter, maar de interesse werd concreter na het vertrek van Bacca. Op 14 juli 2013 tekende hij een contract voor vier seizoenen. Voor Club Brugge scoorde hij de openingstreffer in de 2-1 overwinning tegen RSC Anderlecht in de finale van de Beker van België 2014-2015.

### Bursaspor
Club Brugge kwam op 13 augustus 2015 tot een principeakkoord met Bursaspor over een overgang van De Sutter. Voorwaarde was wel dat hij die maand nog bij de Belgische club zou blijven, tot na een dubbele ontmoeting met Manchester United in de voorronde van de UEFA Champions League.

## Spelerscarrière
| Seizoen | Club            | Land             | Competitie             | Competitie | Competitie | Supercup | Supercup | Beker | Beker | Europees | Europees | Totaal | Totaal |
| Seizoen | Club            | Land             | Competitie             | Wed.       | Dlp.       | Wed.     | Dlp.     | Wed.  | Dlp.  | Wed.     | Dlp.     | Wed.   | Dlp.   |
| ------- | --------------- | ---------------- | ---------------------- | ---------- | ---------- | -------- | -------- | ----- | ----- | -------- | -------- | ------ | ------ |
| 2005/06 | Torhout 1992 KM | Vlag van België  | Derde klasse A         | 26         | 10         | —        | —        | 4     | 1     | —        | —        | 30     | 11     |
| 2006/07 | Cercle Brugge   | Vlag van België  | Jupiler Pro League     | 23         | 3          | —        | —        | 1     | 0     | —        | —        | 24     | 3      |
| 2007/08 | Cercle Brugge   | Vlag van België  | Jupiler Pro League     | 20         | 10         | —        | —        | 3     | 6     | —        | —        | 23     | 16     |
| 2008/09 | Cercle Brugge   | Vlag van België  | Jupiler Pro League     | 17         | 7          | —        | —        | 1     | 0     | —        | —        | 18     | 7      |
| 2008/09 | RSC Anderlecht  | Vlag van België  | Jupiler Pro League     | 18         | 9          | —        | —        | 1     | 0     | —        | —        | 19     | 9      |
| 2009/10 | RSC Anderlecht  | Vlag van België  | Jupiler Pro League     | 29         | 8          | —        | —        | 2     | 2     | 9        | 2        | 40     | 12     |
| 2010/11 | RSC Anderlecht  | Vlag van België  | Jupiler Pro League     | 17         | 4          | 1        | 0        | 1     | 0     | 6        | 2        | 25     | 6      |
| 2011/12 | RSC Anderlecht  | Vlag van België  | Jupiler Pro League     | 24         | 3          | —        | —        | 2     | 1     | 7        | 1        | 33     | 5      |
| 2012/13 | RSC Anderlecht  | Vlag van België  | Jupiler Pro League     | 31         | 12         | 0        | 0        | 5     | 1     | 6        | 3        | 42     | 16     |
| 2013/14 | Club Brugge     | Vlag van België  | Jupiler Pro League     | 33         | 12         | —        | —        | 2     | 0     | 2        | 1        | 37     | 13     |
| 2014/15 | Club Brugge     | Vlag van België  | Jupiler Pro League     | 29         | 10         | —        | —        | 5     | 4     | 10       | 3        | 44     | 17     |
| 2015/16 | Club Brugge     | Vlag van België  | Jupiler Pro League     | 4          | 1          | 0        | 0        | 0     | 0     | 1        | 0        | 5      | 1      |
| 2015/16 | Bursaspor       | Vlag van Turkije | Süper Lig              | 11         | 0          | —        | —        | 6     | 2     | 0        | 0        | 17     | 2      |
| 2016/17 | KSC Lokeren     | Vlag van België  | Jupiler Pro League     | 33         | 10         | —        | —        | 2     | 0     | —        | —        | 35     | 10     |
| 2017/18 | KSC Lokeren     | Vlag van België  | Jupiler Pro League     | 29         | 2          | —        | —        | 1     | 0     | —        | —        | 30     | 2      |
| 2018/19 | KSC Lokeren     | Vlag van België  | Jupiler Pro League     | 0          | 0          | —        | —        | 0     | 0     | —        | —        | 0      | 0      |
| 2018/19 | KV Oostende     | Vlag van België  | Jupiler Pro League     | 16         | 2          | —        | —        | 2     | 2     | —        | —        | 18     | 4      |
| 2019/20 | FC Knokke       | Vlag van België  | Tweede klasse amateurs | 20         | 15         | —        | —        | 2     | 0     | —        | —        | 22     | 15     |
| TOTAAL  | TOTAAL          | TOTAAL           | TOTAAL                 | 381        | 118        | 1        | 0        | 37    | 19    | 43       | 12       | 459    | 150    |

## Nationale ploeg
De Sutter maakte in 2006 net als zijn ploegmaat Stijn De Smet zijn debuut voor het Belgisch beloftenelftal. In zijn eerste duel, een trainingswedstrijd tegen de Rode Duivels, scoorde De Sutter op aangeven van De Smet.
De Sutter scheurde begin 2008 zijn voorste kruisband van de rechterknie tijdens een oefeninterland van de nationale beloftenploeg tegen de Duitse tegenhangers. Hierdoor zag De Sutter een selectie voor de Olympische Zomerspelen 2008 aan zich voorbij gaan.
De laatste interland van De Sutter dateert van 14 november 2009. België won toen met 3-0 in een vriendschappelijk duel tegen Hongarije. Hij werd na 76 minuten vervangen door Wesley Sonck.
| Interlands van Tom de Sutter voor België | Interlands van Tom de Sutter voor België | Interlands van Tom de Sutter voor België | Interlands van Tom de Sutter voor België | Interlands van Tom de Sutter voor België | Interlands van Tom de Sutter voor België |
| #                                        | Datum                                    | Wedstrijd                                | Uitslag                                  | Soort Wedstrijd                          | Doelpunten                               |
| Als speler van Cercle Brugge             | Als speler van Cercle Brugge             | Als speler van Cercle Brugge             | Als speler van Cercle Brugge             | Als speler van Cercle Brugge             | Als speler van Cercle Brugge             |
| ---------------------------------------- | ---------------------------------------- | ---------------------------------------- | ---------------------------------------- | ---------------------------------------- | ---------------------------------------- |
| 1                                        | 20-08-2008                               | Duitsland - België                       | 2 - 0                                    | Vriendschappelijk                        | -                                        |
| 2                                        | 06-09-2008                               | België - Estland                         | 3 - 2                                    | WK kwalificatie '10                      | -                                        |
| 3                                        | 10-09-2008                               | Turkije - België                         | 1 - 1                                    | WK kwalificatie '10                      | -                                        |
| 4                                        | 11-10-2008                               | België - Armenië                         | 2 - 0                                    | WK kwalificatie '10                      | -                                        |
| 5                                        | 19-11-2008                               | Luxemburg - België                       | 1 - 1                                    | Vriendschappelijk                        | -                                        |
| Als speler van RSC Anderlecht            |                                          |                                          |                                          |                                          |                                          |
| 6                                        | 11-02-2009                               | België - Slovenië                        | 2 - 0                                    | Vriendschappelijk                        | -                                        |
| 7                                        | 28-03-2009                               | België - Bosnië en Herzegovina           | 2 - 4                                    | WK kwalificatie '10                      | -                                        |
| 8                                        | 01-04-2009                               | Bosnië en Herzegovina - België           | 2 - 1                                    | WK kwalificatie '10                      | -                                        |
| 9                                        | 12-08-2009                               | Tsjechië - België                        | 3 - 1                                    | Vriendschappelijk                        | -                                        |
| 10                                       | 09-09-2009                               | Armenië - België                         | 2 - 1                                    | WK kwalificatie '10                      | -                                        |
| 11                                       | 10-10-2009                               | België - Turkije                         | 2 - 0                                    | WK kwalificatie '10                      | -                                        |
| 12                                       | 14-10-2009                               | Estland - België                         | 2 - 0                                    | WK kwalificatie '10                      | -                                        |
| 13                                       | 14-11-2009                               | België - Hongarije                       | 3 - 0                                    | Vriendschappelijk                        | -                                        |
| 14                                       | 17-11-2009                               | België - Qatar                           | 2 - 0                                    | Vriendschappelijk                        | -                                        |

## Palmares
| Competitie         |                |                           |                |                |
| Competitie         | Aantal         | Jaren                     |                |                |
| RSC Anderlecht     | RSC Anderlecht | RSC Anderlecht            | RSC Anderlecht | RSC Anderlecht |
| ------------------ | -------------- | ------------------------- | -------------- | -------------- |
| Belgisch kampioen  | 3x             | 2009/10, 2011/12, 2012/13 |                |                |
| Belgische Supercup | 2x             | 2010, 2012                |                |                |
| Club Brugge        |                |                           |                |                |
| Beker van België   | 1x             | 2014/15                   |                |                |

## Trivia
- Op het gala van de Gouden Schoen 2007 werd De Sutter derde met 94 punten na Steven Defour (winnaar) en Ahmed Hassan (tweede). Door zijn blessure begin 2008 kwam hij nauwelijks in aanmerking voor de Gouden Schoen van dat jaar. Toch werd hij veertiende. In 2009 werd de aanvaller achtste met 27 punten.
- Hoewel hij in zijn jeugd voor Club Brugge speelde, was hij in die periode een supporter van Anderlecht.